# Стигла
Сти́гла, Сті́гла — село Коропецької селищної громади Чортківського району Тернопільської області. Розташоване на річці Дністер, на півдні району. Підпорядковане Коропецькій селищній раді.
Від вересня 2015 року ввійшло у склад Коропецької селищної громади.
Населення — 301 особа (2007).

## Історія
Перша писемна згадка — 1493.
Протягом 1962–1966 село належало до Бучацького району. Після ліквідації Монастириського району 19 липня 2020 року село увійшло до Чортківського району.

## Політика

### Парламентські вибори, 2019
На позачергових парламентських виборах 2019 року у селі функціонувала окрема виборча дільниця № 610692, розташована у приміщенні клубу.
Результати
- зареєстровано 195 виборців, явка 65,64%, найбільше голосів віддано за «Слугу народу» — 26,56%, за Всеукраїнське об'єднання «Батьківщина» — 16,41%, за Об'єднання «Самопоміч» — 14,06%.[2] В одномандатному окрузі найбільше голосів отримав Микола Люшняк (самовисування) — 26,56%, за Аллу Стечишин (самовисування) — 21,09%, за Романа Василіцького (Об'єднання «Самопоміч») — 20,31%[3].

## Соціальна сфера
Діють ЗОШ 1 ступеня, клуб, ФАП.

## Галерея

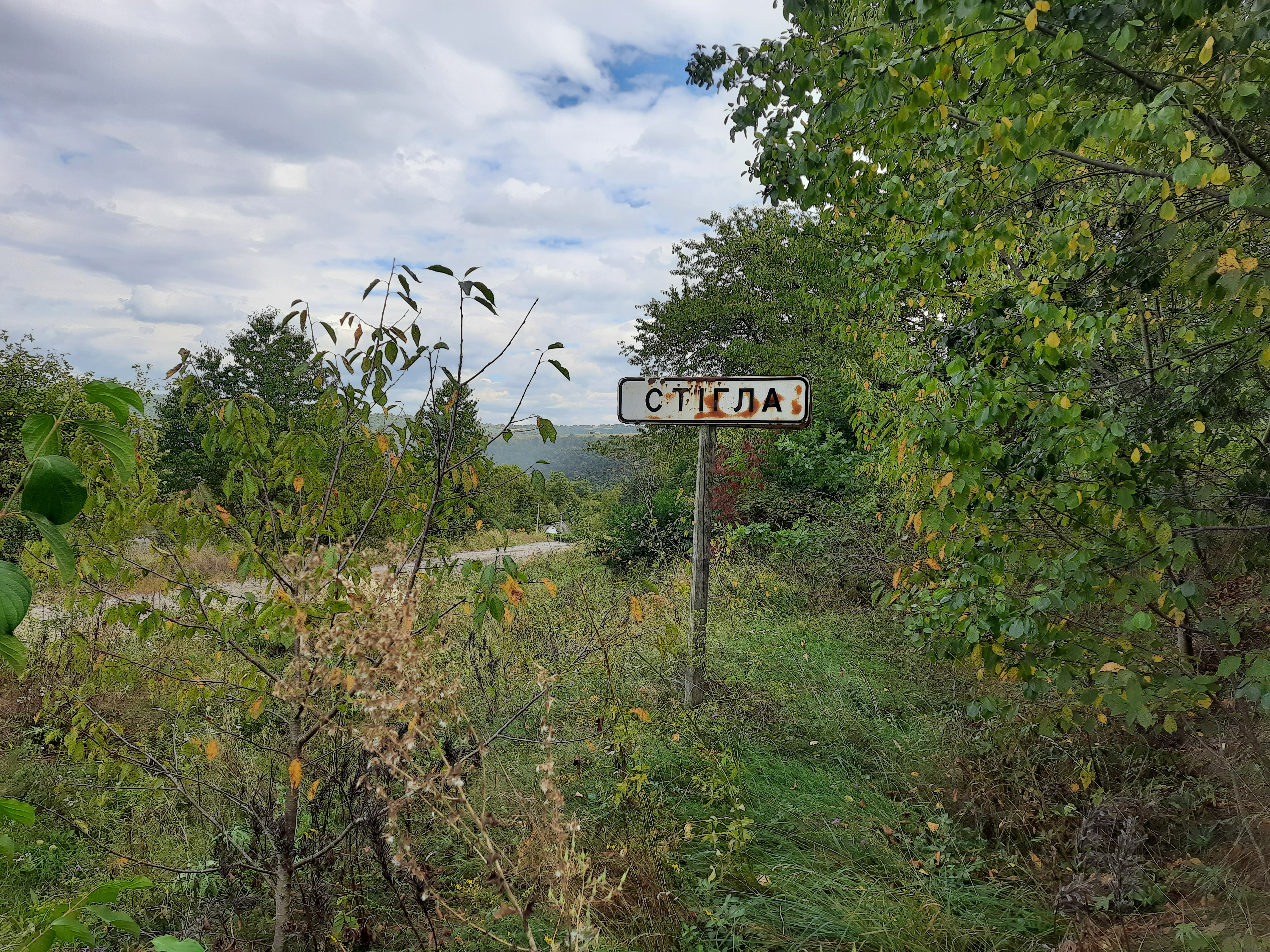
Дорожній знак при в'їзді в село
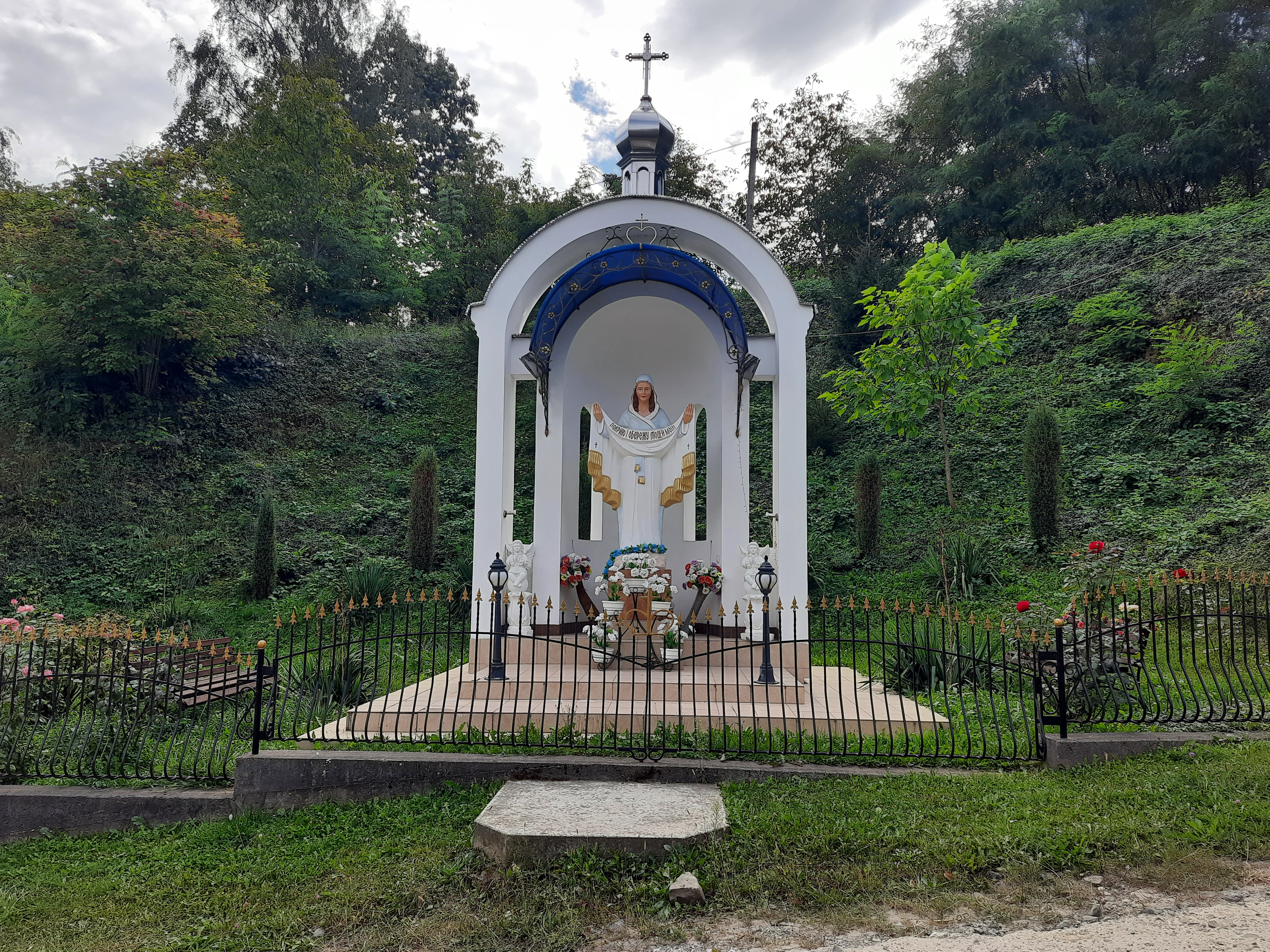
Капличка
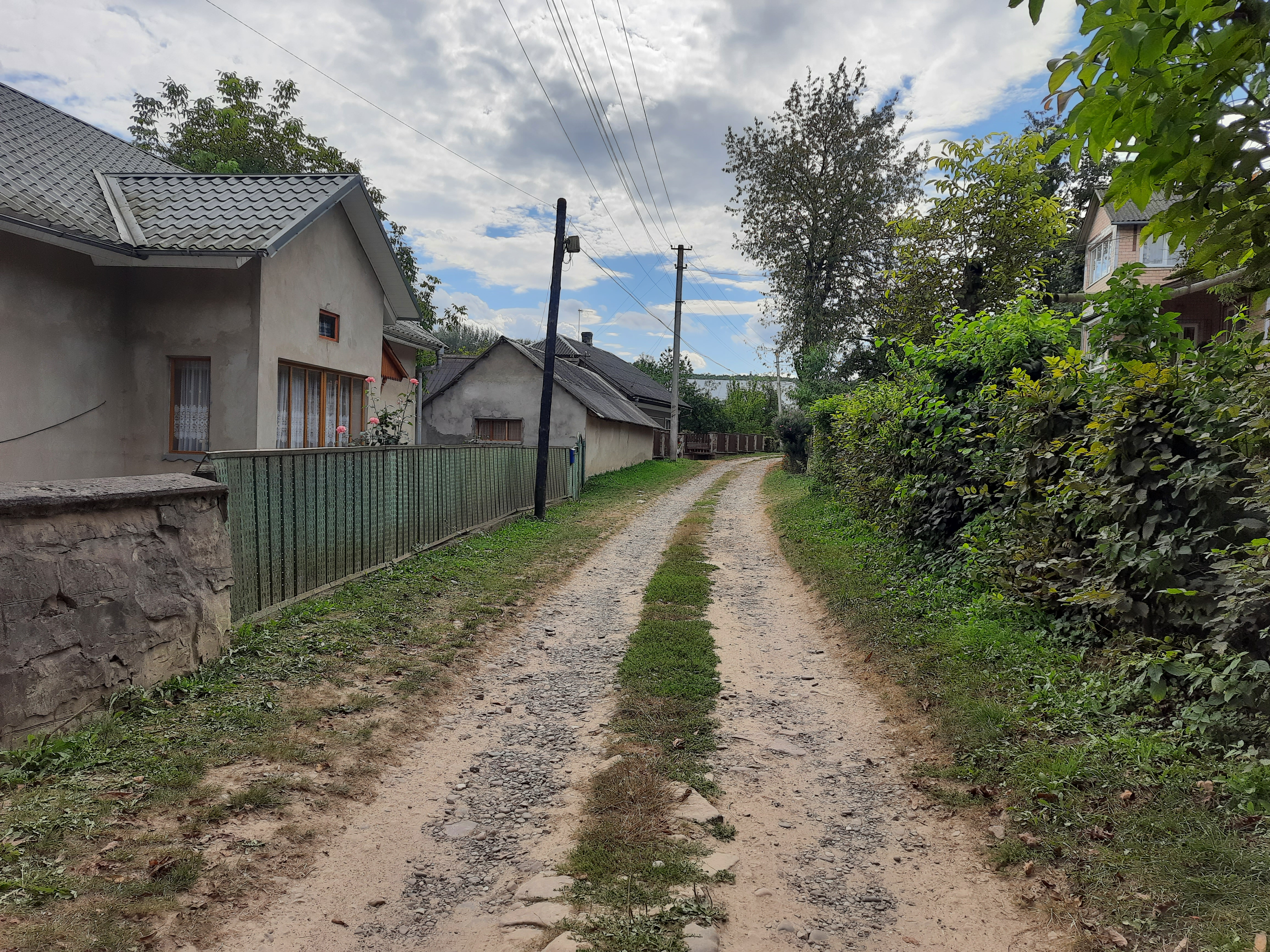
Сільська вулиця
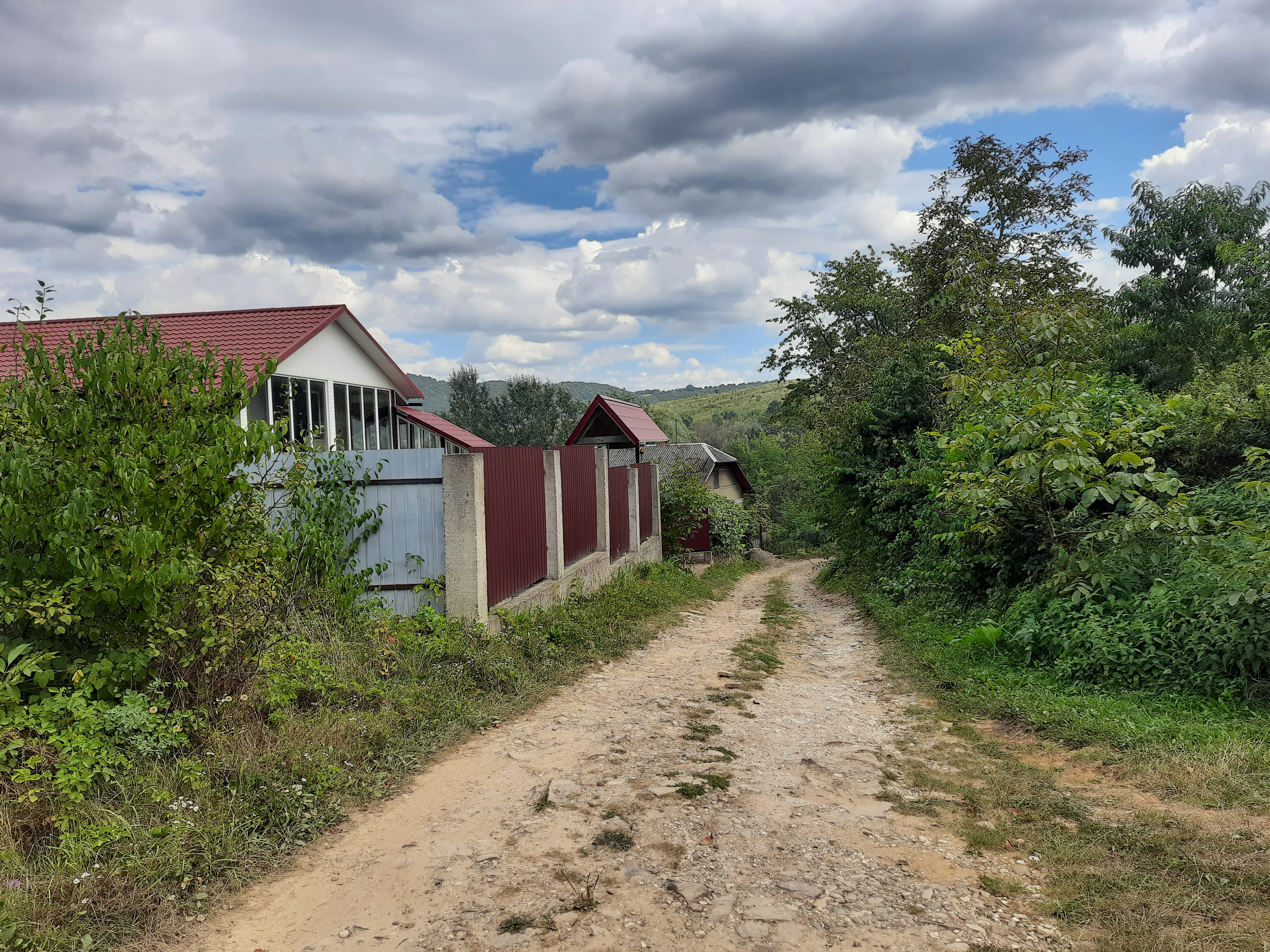
Сільська вулиця
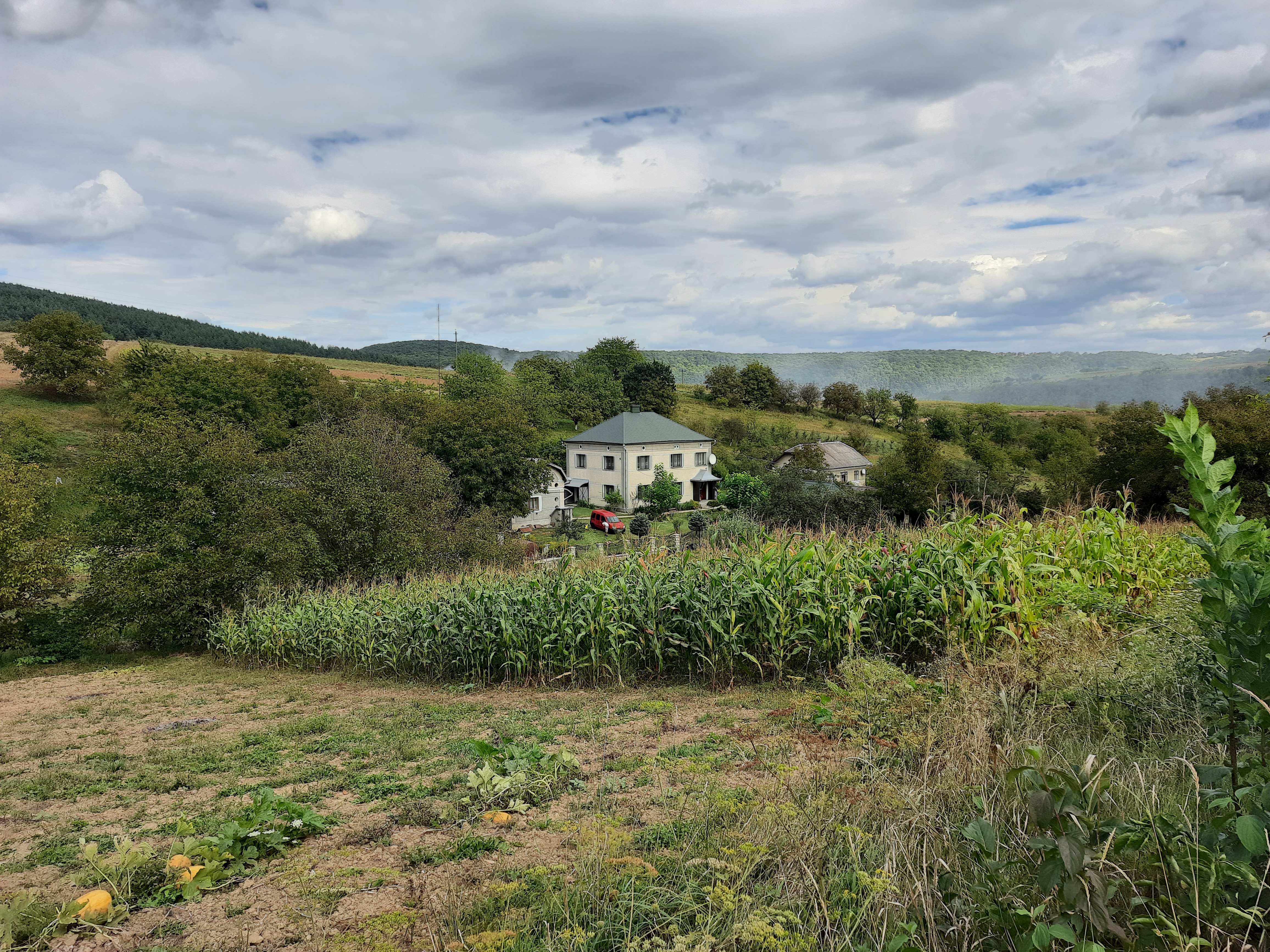
Краєвид села